# Ferdinando Ghelli
Ferdinando Ghelli (Firenze, 27 giugno 1920 – Firenze, 9 settembre 2016) è stato un architetto, scenografo e costumista italiano.

## Introduzione
Ferdinando Ghelli, architetto e scenografo, è stato per molti anni ordinario di Scenografia all'Accademia di belle arti di Firenze, ha realizzato numerosi allestimenti per i teatri della sua città e per il Maggio Musicale Fiorentino. Importante la sua collaborazione nei primi anni '50 con il Teatro della Pergola nella realizzazione di numerose scenografie e interventi di tipo strutturale, in collaborazione con il pittore Renzo Grazzini, con la ricostruzione delle meccaniche scenografiche del teatro, così come nella preparazione del "Veglionissimo", martedì grasso di carnevale, 21 Febbraio 1950 (Fonte Giornale del Mattino (Firenze) del 21 Febbraio 1950). Ha lavorato anche alla ristrutturazione del Palazzo della Borsa Merci a Firenze 
È stata intensa anche la sua attività televisiva come curatore delle scene di numerosi drammi e commedie tra cui: Nozze di sangue, Il malato immaginario , Elisir d'amore, Boris Gudunov, I fratelli Castiglioni, In prima pagina, Laura, I lupi, Vestire gli ignudi, Luisa Miller, Le nozze difficili, Dossier Mata Hari, Testa o croce. (Fonte: Enciclopedia della televisione, Garzanti Editore s.p.a. ISBN 88-11-50466-X, Pag. 313)
Altri lavori cinematografici per la Rai, Radio Televisione Italiana: Il piccolo Archimede  (regia di Gianni Amelio); Nella città perduta di Sarzana (regia di Luigi Faccini). Ghelli ha partecipato anche a una delle numerose versioni di "Stenterello" prodotto e ripreso dalla Rai al Teatro del Giglio di Lucca, nel 1973. Importante citare "Quello che prende gli schiaffi" di Leonid Nicolàevic Andreev, regia di Enrico Colosimo con interpreti: Besano: Luigi Basagaluppi; Brikè: Mario Colli; Consueto: Patrizia Milani; Conte Mancini: Ennio Balbo; Grazia : Maria Spina; Jackson: Gianni Ottaviani; Polly: Sergio Tardioli; Quello: Giancarlo Zanetti; Regnard: Franco Odoardi; Tomaso: Enzo Visconti; Visitatore: Aldo Massasso. Altri lavori per la RAI: L'altro Simenon (Serie TV) (1979), Le donne balorde (Serie TV) di due puntate, La cocca rapita (1970) e La cosiddetta fidanzata (1970) .
Il 02/06/1981 Ghelli fu insignito dal Presidente della Repubblica Italiana Sandro Pertini con la Medaglia ai benemeriti della scuola, della cultura e dell'arte grado argento 

## Attività lavorativa
Già titolare di cattedra di Scenografia all'Accademia di belle arti di Firenze; già scenografo del Maggio Musicale Fiorentino e di altri teatri; già collaboratore esterno RAI-TV Italiana; realizzatore di numerose scenografie; Bozzetti per: `Guerra in famiglia ' di Schubert, `Tabarro' di Puccini, 'Castello di Barbablù' di Bela bartok, `Rigoletto' di Verdi, `Vienna si diverte' di Strauss, 'Don Giovanni' di Mozart, `La bella Molinara' di Paisello con la regia di Tatiana Pavlova, 'Gianni Schicchi' di Puccini. King's Theater a Dublino: 'Gianni Schicchi' (altra versione), di Puccini, `Turandot' di Puccini. Teatro Regio di Torino: `Elisir d'amore' di Donizetti con la regia di Brissoni. Fenice, Venezia: balletto 'Senofonte'. Per il Teatro Comunale di Siena e Accademia Chigiana: 'Amico Fritz' di Mascagni, `Amleto' di Soresina, 'Angelique' di Ibert, 'Duello Comico' di Paisiello, `Epido Re' di Leoncavallo, 'Lanterna Rossa' di Soresina, e ancora `Arlecchinata' di Salieri, 'Elisir d'amore' di Donizetti, 'Lucia di Lammermoor', 'Nozze di Figaro', `Traviata' ecc.; per il Teatro Oriolo di Firenze `Su tre colonne in cronaca', per il teatro all'aperto (Sabrata-Ostia-Pompei-Carpi): 'Il soldato millantatore' di Plauto con la regia di Blasi, ecc.
Come collaboratore esterno della RAI nei vari centri di produzione TV: `Nozze di sangue', scene e costumi, Roma; 'Il malato immaginario', scene e costumi, Roma; 'Farse regionali', al Teatro del Giglio di Lucca, al Teatro Petrarca di Arezzo, al Teatro Metastasio di Prato; 'Elisir d'amore' di Donizetti, (scene e costumi), Centro RAI-TV Torino; 'Boris Goudonov' al Centro RAI-TV Napoli; 'Anthony' scene e costumi (Napoli); 'I fratelli Castiglioni' (Milano); `La sorridente Signora Beudet' (Milano); 'Venti secondi d'amore' (Milano); 'In prima pagina', scene e costumi, regia di Maiano, Centro TV (Torino); 'Laura', commedia (Milano); 'I lupi', regia di Cottataw, Centro TV ( I anno);`Dalida' di Molnar, regia di Berlinguer (Milano); 'Vestire gli ignudi', costumi, regia Cottafavi, Centro Roma; 'Luisa Miller', regia Colosimo (Torino); `Quello che prende gli schiaffi', scene, costumi, regia Colosimo (Napoli); 'Le nozze difficili di V. Brancati regia di Grimaldi (Napoli); 'Gendarmi si nasce', scene e costumi (Torino); `Commediolina a due voci' (Napoli); Mata Hari', scenografia, regia Landi, (Milano); Antoine et Julie', regia Landi (Napoli); 'La cosiddetta fidanzata', scene e costumi (Torino); `Testa o croce' (Milano); 'Una serata con Tardieu', regia di Blasi (Napoli); `I diari', regia di Partesano (Napoli); `La strada al chiaro di luna, (Napoli); `Esami di maturità', regia Maiano (Napoli); 'Cronaca' di L. Trieste (Napoli); `Kata Katascia' (Napoli); 'Il televisore', regia di Rossati (Napoli); diverse riviste, ecc. Film: 'Piccolo Archimede', regia di Amelio, Centro RAI-TV, Milano; 'La città perduta di Sarzana', regia di Faccini, Centro RAI-TV, Milano; `Benedetto da Norcia', regia di Giordani, Centro RAI-TV, Milano; 
ecc.
Progetti di ricostruzione di antiche macchine teatrali e modelli relativi funzionanti, v. Mostre Medicee Modelli della `Scena del Principe' per la Provincia di Firenze.
Progetti di ricostruzione e modelli di antiche macchine belliche v. Mostra per il VII Centenario della Battaglia di Campaldino 'Il giorno di San Barnaba' per `Scramasax'; etc.
Teste scolpite in legno per marionette e burattini; Serie di fantocci, ecc.
Numerosi allestimenti scenografici per padiglioni e stand (anche meccanizzati)  per fiere campionarie, esposizioni e mostre in Italia e all'estero (Zurigo, Düsseldorf, Dublino. ecc.).

## Il modellino del Teatro della Pergola, il teatro della Corte Medicea

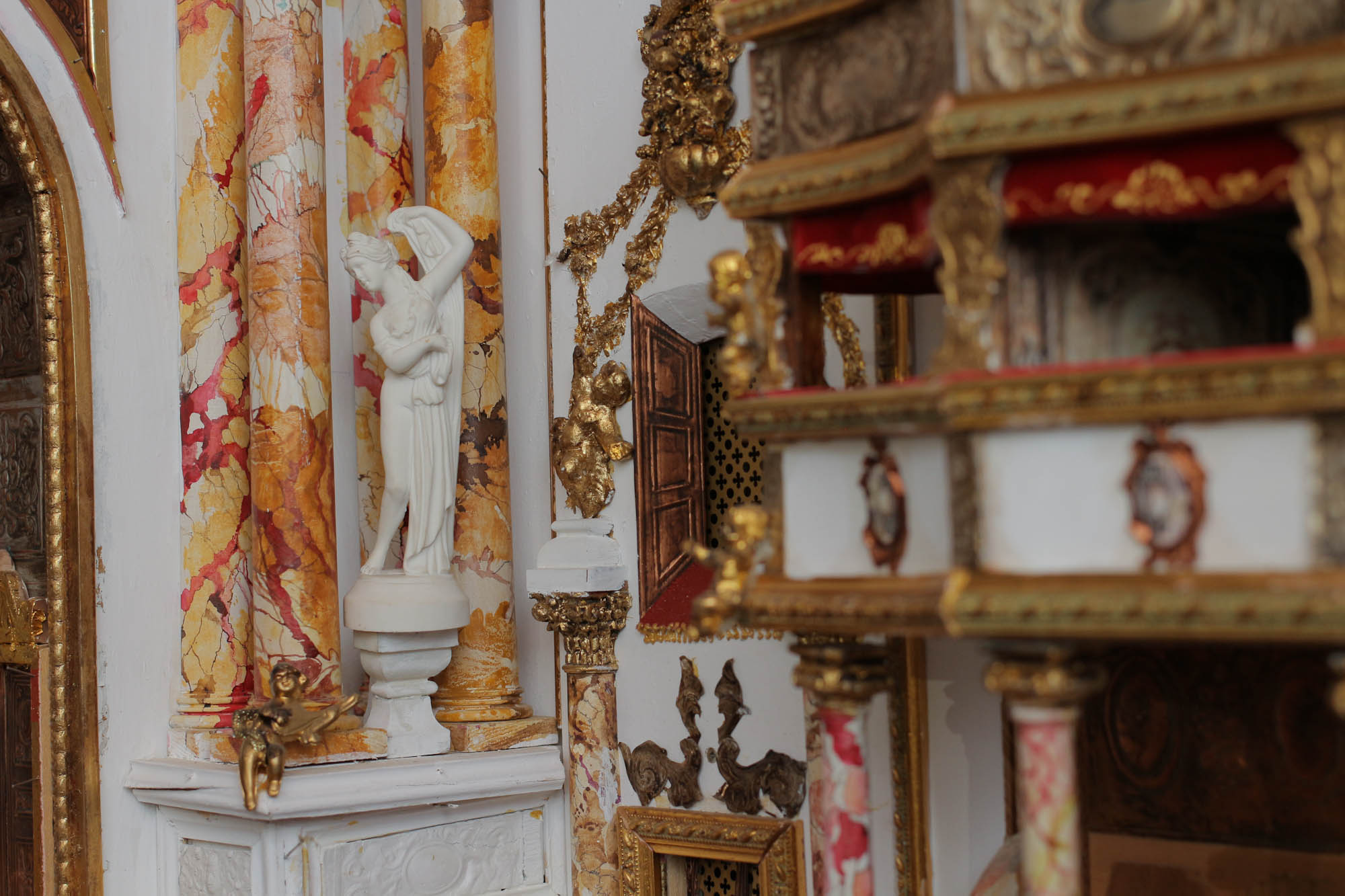
Modellino del Teatro della Pergola come appariva nel 1651 - Dettaglio della decorazione del palcoscenico.

Negli ultimi anni della sua vita, Ghelli, ormai in pensione, ha realizzato a mano in 4 anni di intenso lavoro, un modello a scala del Teatro della Pergola di Firenze come era nel 1600, con tutte le funzionalità tecniche del teatro vero, compresa l'illuminazione di scena e la meccanica del palcoscenico. Il fatto di essere figlio di un falegname ha permesso a Ghelli di sbizzarrirsi nei dettagli e nelle piccole sfumature, ricreate con ossessiva precisione e realismo. Ricostruito con dovizia di particolari, il modellino è uno spaccato del teatro come si presentava all'epoca della sua inaugurazione nel 1651, il che rivela le potenzialità didattiche notevoli di questo manufatto. Presenta numerosi dettagli a scala come le poltroncine rivestite in velluto rosso, le scenografie rese mobili da un sistema meccanico sotto la platea fedele al progetto originale, le luci di scena, i palchetti, i dipinti e gli intarsi in legno.

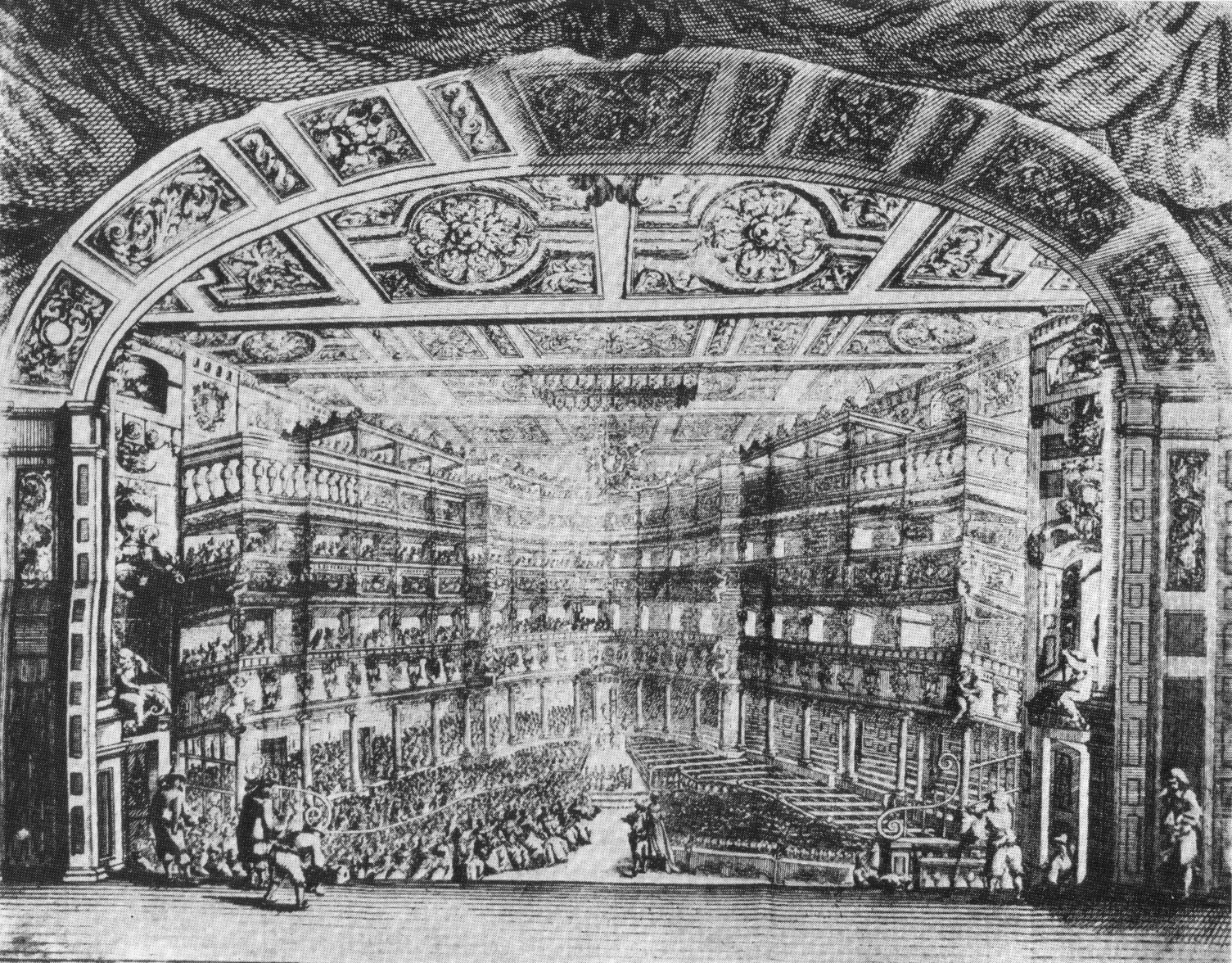
Il palcoscenico della Pergola in un'incisione seicentesca

Il Teatro della Pergola è considerato il teatro storico di Firenze, ma anche uno dei più antichi e ricchi di storia di tutta Italia. E'stato costruito tra il 1651 e il 1656 al posto del Tiratoio della Pergola dall’Accademia degli Immobili che era un gruppo di nobili dedito al dramma in musica. Il Teatro della Pergola è da tutti considerato il primo esempio in architettura di sala all’italiana, definizione che definisce il fatto di sistemare gli ordini di palchi sovrapposti sostenuti da colonnine e la sala ovale o a forma di ferro di cavallo, con notevole efficacia acustica. Questi elementi si apprezzano perfettamente nel modellino realizzato da Ghelli. Da sottolineare che inizialmente il teatro era riservato alla corte medicea; viene aperto al pubblico nel 1718 con il primo spettacolo con regolare biglietto, ovvero lo Scanderbeg (opera) di Antonio Vivaldi. Successivamente il teatro diventa il tempio del melodramma, soprattutto nella prima metà dell’Ottocento. Al Teatro della Pergola hanno la loro prima tra le altre, opere di Bellini, Donizetti e il celebre Macbeth di Giuseppe Verdi nel marzo 1847.

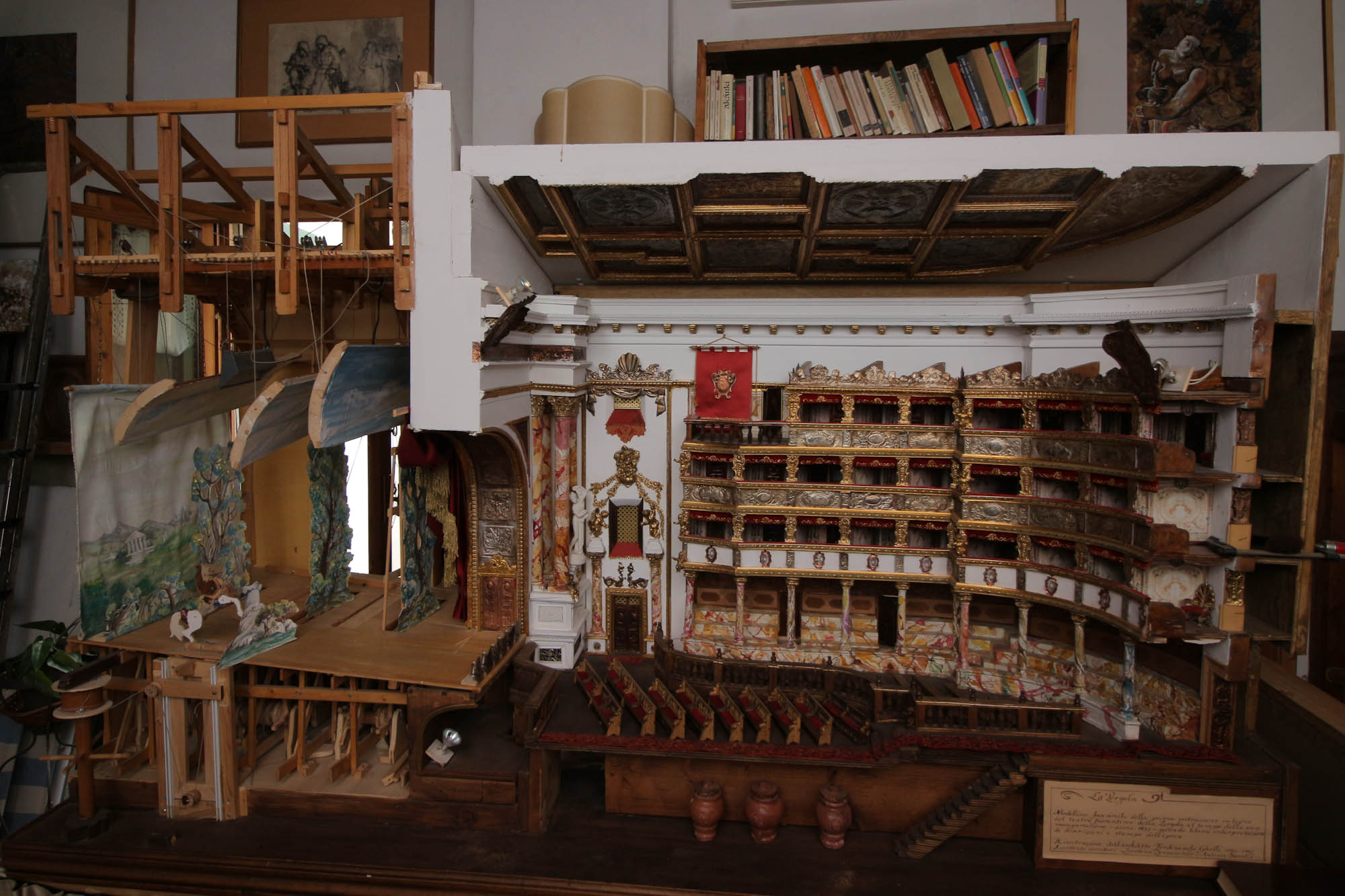
Modellino del Teatro della Pergola nell'anno della sua inaugurazione - anno 1651. Il teatro all'epoca fu realizzato integralmente in legno. Ferdinando Ghelli ne ha realizzato una replica basandosi su scritti e stampe dell'epoca.

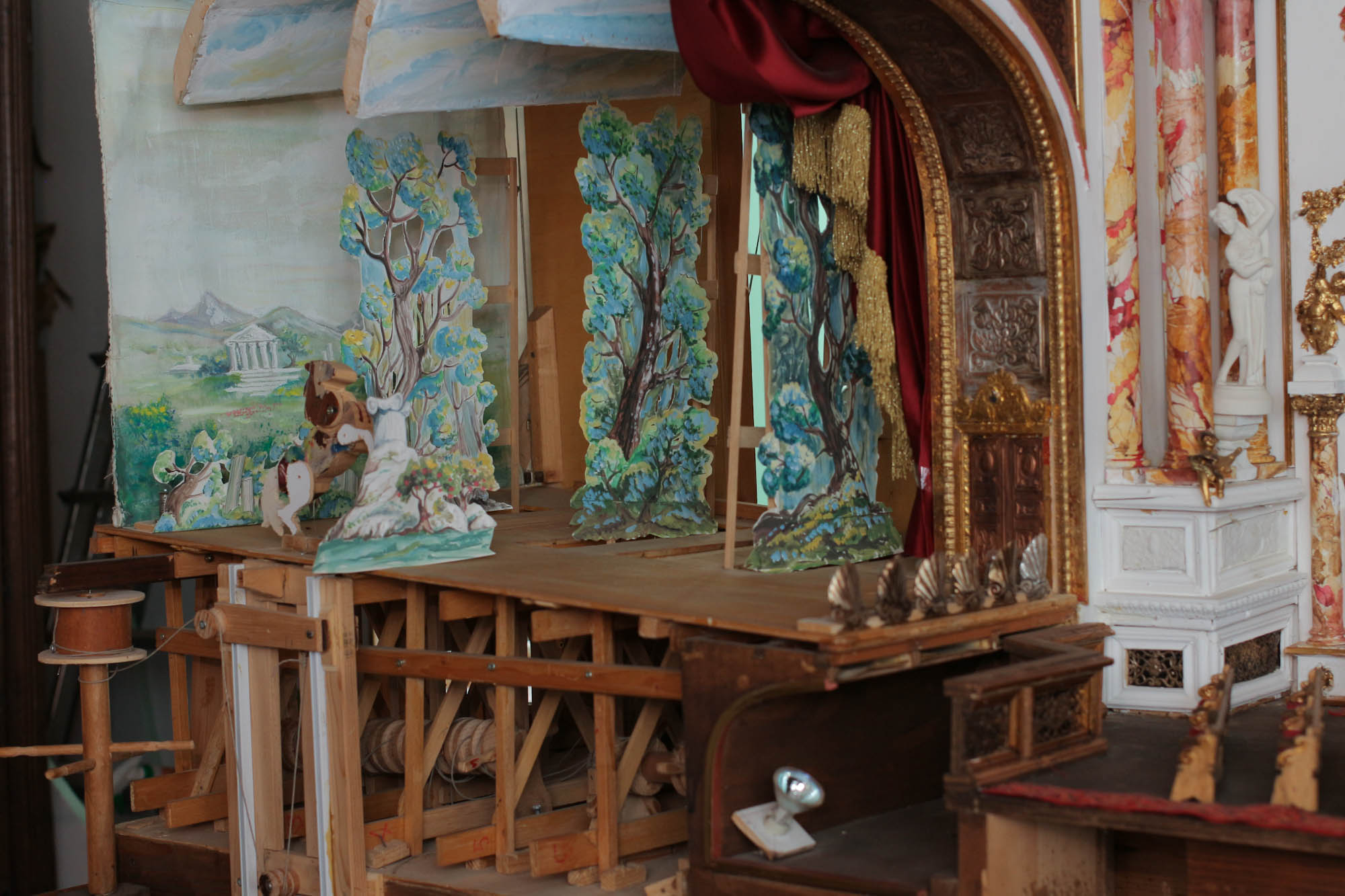
Dettaglio delle meccaniche scenografiche in legno (perfettamente funzionanti)